# Bopyriscus calmani
Bopyriscus calmani är en kräftdjursart som beskrevs av Richardson 1905. Bopyriscus calmani ingår i släktet Bopyriscus och familjen Bopyridae. Inga underarter finns listade i Catalogue of Life.